# 墨蘭捕蟲堇
墨蘭捕蟲堇（學名：Pinguicula moranensis）是一種多年生蓮座狀葉序的食肉植物，原產於墨西哥與瓜地馬拉。捕蟲堇的一種，植物體在夏季和冬季時會呈現出兩種不同的樣貌，夏季時的植株，外形較大，葉片平坦，葉肉質可達10公分長（4英吋），葉面覆蓋著黏質的腺毛用以吸引、捕捉、以及消化淪為獵物的節肢動物。由於植株生長在貧瘠的環境裡，其生長所需的養分，要靠這些捕捉到的獵物來補充。冬季時的植株，外形較矮小，在冬季，當獵物與水分供應減少時，植株會產生不食肉的小型肉質葉以利於節省能量。一年可以開兩次花，花朵單生在直立的花梗上，花梗可達25公分長，花的顏色有粉紅、紫紅或紫蘿蘭色。
該種是在1799年至1804年期間，在亞歷山大·馮·洪堡與埃梅·邦普蘭的拉丁美洲探險中首次採得，位置是帕丘卡山脈的墨蘭礦山近郊（今墨西哥伊達爾戈州）。1817年，洪堡、邦普蘭與卡爾·西吉斯蒙德·孔茨依據這些標本，在《植物新屬新種志》（Nova Genera et Species Plantarum）內聯名發表了該種的描述。到目前為止，這個十分多變的種類已經至少重新定義了兩次，基於多樣的地理或是型態差異，從該種內分離出數個新種，儘管這些新種的部分合理性依舊是有爭議的。墨蘭捕蟲堇依然是舞花捕蟲堇節最常見與最廣泛分布的成員。由於這類植物的食肉本能和引人注目的花朵，已被人為長期栽培，而該種也是最常見的栽培捕蟲堇之一。
墨蘭捕蟲堇的屬名「Pinguicula」起源自拉丁語「pinguis」，意為「脂肪」，取自其食肉葉上具油狀組織的特徵。种小名「moranensis」則取自該種的模式產地，墨蘭礦山（Mina de Moran）。

## 植物特徵

### 習性

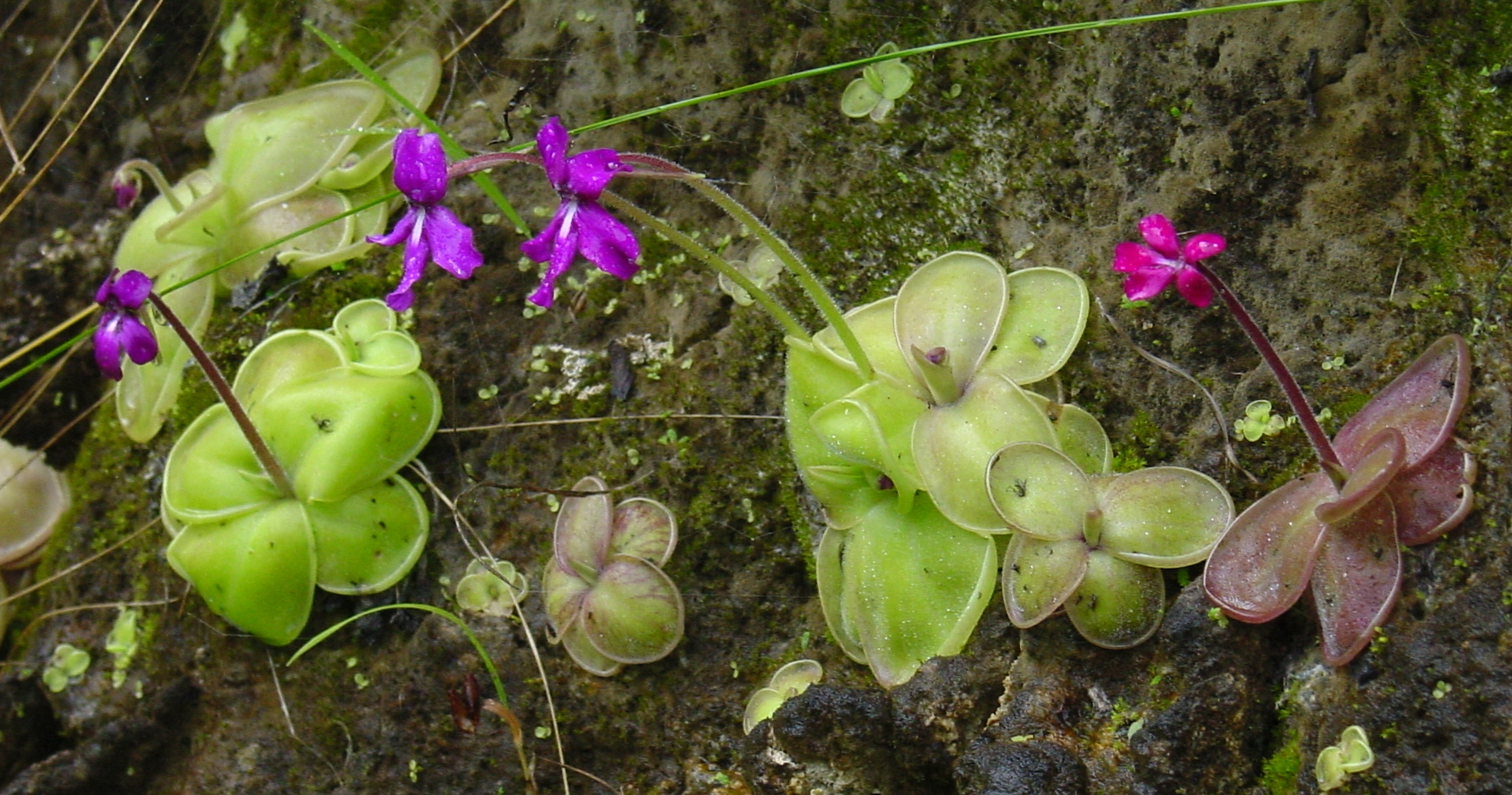
既便是在族群內，葉色也有變異。墨西哥瓦哈卡州

墨蘭捕蟲堇是季節性兩形，因為它需經歷兩段不同的生長習性。夏季生長期間，當雨水與蟲子獵物最充足時，植株外形是由緊貼地面的6至8片倒卵形簇生葉所組成，每葉可達95毫米長(3¾英吋)。這些葉片是食肉性的，大片區域覆蓋著稠密的柄狀黏質腺毛，具有吸引、陷阱、以及消化節肢獵物的功能，最常見的是雙翅類昆蟲。於10月乾季開始時，「夏型葉」會逐漸被縮小的「冬型葉」所取代，冬型葉為無腺毛的肉質葉，此舉有保護植株的作用，使植株可以順利的度過冬季休眠期，直到翌年5月第一場雨後，再重新長出夏型葉。花單生，花梗長10至25公分(4至10英吋)，一年可以開兩次花，一次在夏季，一次在冬季，此項特徵在墨西哥產的捕蟲堇中非常少見。
夏花期由6月份開始，至8、9月時達到高峰，冬花期則在10月或11月時開花。

### 葉與食肉性
墨蘭捕蟲堇的夏季簇生葉片是平滑、堅硬、以及肉質的，色彩上的變異從亮黃綠色至褐紫紅色。葉片是一般的倒卵形至圓形，長5.5至13公分之間(2至5英吋)，而葉柄長1至3.5公分(⅜至1⅜英吋)。
正如同捕蟲堇屬的所有成員一樣，墨蘭捕蟲堇的葉片上也高密度的覆滿黏質腺毛(捕蟲腺毛)與無柄的消化腺體。捕蟲腺毛是由一支毛狀的柄及少量的分泌細胞所組成，毛狀柄是由單一細胞所構成的，分泌細胞就分布在毛狀柄的頂端，這些細胞會製造一種黏質的分泌物，黏液呈露珠形的微滴出現在腺毛頂端，使得葉子表面看起來好像布滿水滴，這樣的潮濕外觀可能有助於引誘正在找水喝的獵物，類似的現象也有在毛氈苔觀察到。腺毛分泌出的黏液，主要是用來誘捕蟲子，黏液中只含有少量的酵素。只要蟲子觸及，就會由腺毛基部的特殊儲存細胞中釋放出更多的黏液。只要蟲子掙扎，就會觸發更多腺毛，而且還會被包裹在黏液內動彈不得。墨蘭捕蟲堇會經由向觸性來輕微彎曲自身的葉緣，這樣可以讓更多的腺毛去觸及已被誘捕到的蟲子，讓獵物不易逃脫。無柄的消化腺體分布在葉表上，其主要作用就是消化蟲子獵物。一旦獵物自投羅網，被捕蟲腺毛捉到後，消化作用便會開始，透過消化腺體釋放氮觸發酶開始湧出，這些酵素，包含澱粉酶、酯酶、磷酸酶、蛋白酶、以及核糖核酸酶，會分解掉可消化的蟲子軀體成分。當消化作用完成後，這些消化液會經由角皮孔回收到葉子內，葉表上僅殘留較大體型蟲子的甲殼素外骨骼。
角皮孔允許這項消化機制引發對植物體的挑戰，這些消化酵素除了可以消化獵物外，同時也會破壞葉子的角皮層(蠟質層)，而角皮層有防止植株過於乾燥功能。於是，墨蘭捕蟲堇通常被發現生長於相對較潮濕的環境中。捕蟲腺毛與無柄消化腺的生產也是代價很高的。一項新近的研究發現，這兩種腺體的密度與環境梯度有關。舉例而言，當獵物量變少的時候，捕蟲腺毛的數量反而會生長的更多，密度變的更密集；而消化腺的密集度則和獵物的數量呈正相關的關係，獵物越多時消化腺的數量也會變多。這些結果暗示食肉特徵中的投資量是一項對環境梯度的適應性。

#### 冬型簇生

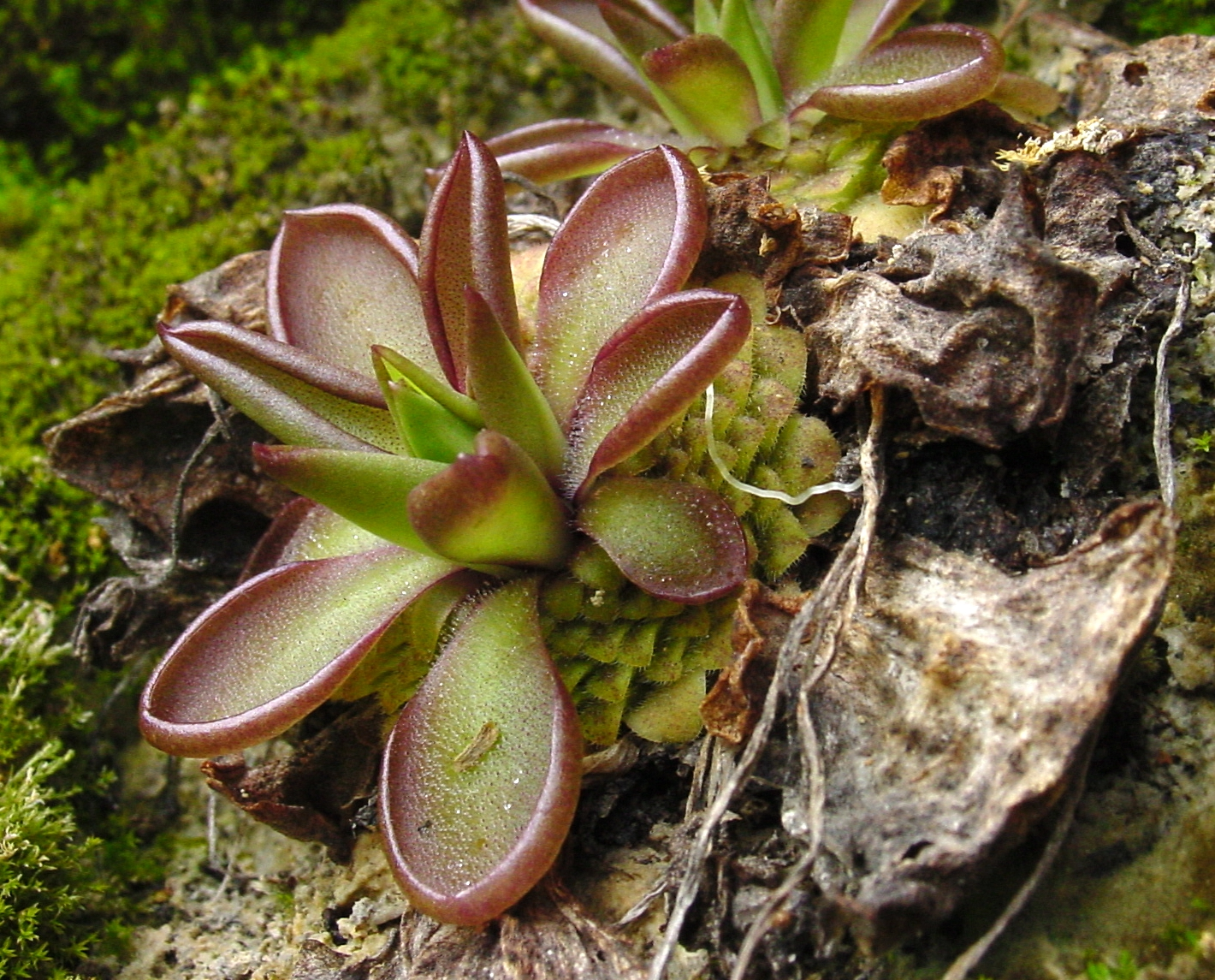
從冬季簇生葉裡新長出的夏季簇生葉

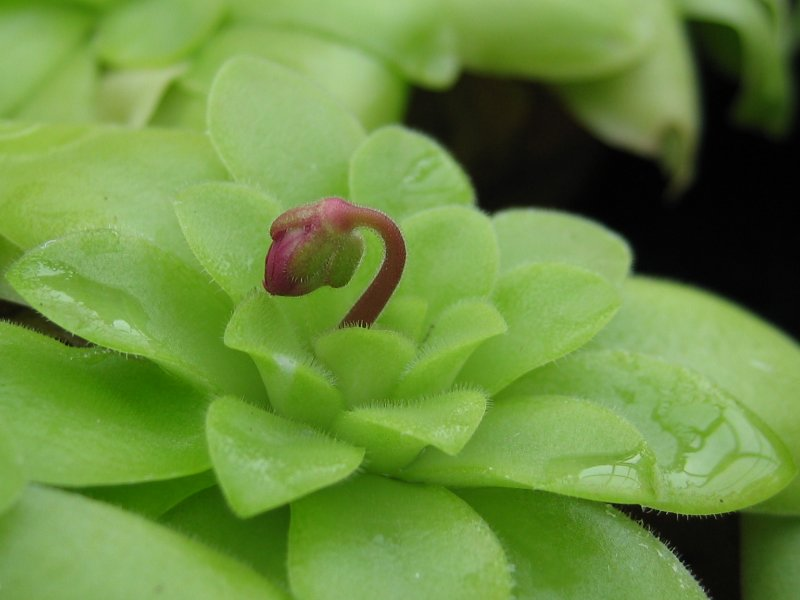
自冬季簇生葉裡新長出的花序

墨蘭捕蟲堇的「冬型」或者「休眠」簇生葉，植株直徑只有2至3公分(最大到5公分)(¾至2英吋)並由60至100個或者更多，小型、肉質的、缺腺毛的葉片所構成。這些葉子每片長10至30毫米(⅜至1¼英吋)，寬3至8毫米(⅛至5⁄16英吋)，呈匙形或是橢圓匙形，以及具有濃密披覆的纖毛。簇生葉是展開的，或者是緊密的，以及是似球狀的，端看是哪個變種而定(詳見下方「變種」該段的敘述)。

### 花

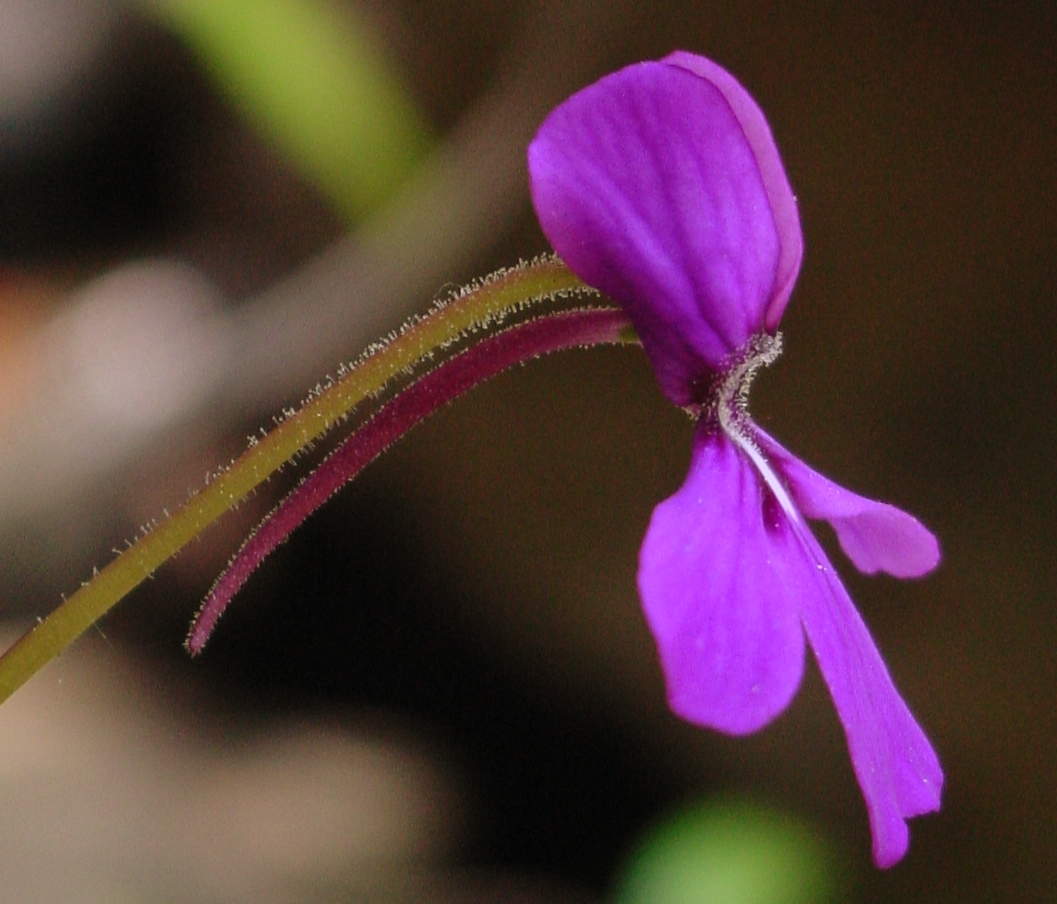
墨蘭捕蟲堇的花朵外觀

墨蘭捕蟲堇在各個花期間產生1至7朵的花。這些捕蟲堇具有單個直立的花莖，色彩上是綠色至棕綠色，而且通常就像食肉葉的上表面，密集的披蓋著腺毛；事實上，花梗也能捕捉獵物。花梗長10至25公分(4至10英吋)，花梗由基部向上逐漸變細，基部直徑約2至3毫米(⅛英吋)，頂部直徑約為1毫米(1⁄16英吋)。
花朵本身是由末端融合的5瓣組成。喉部是花朵的一部分，呈漏斗狀，靠近附著處，並有托住生殖組織的功能，且以喇叭狀展開的花瓣為5裂瓣的左右對稱花冠。花朵長30至50毫米(1¼至2英吋)。花瓣的基部向外突出，形成管狀的花距，花距長15至30毫米，花距突出的方向和花的其部分大略呈垂直。
花開放時，子房與附屬的雌蕊從花筒頂端伸出，雌蕊上的柱頭朝向前方。雄蕊位於雌蕊的後面，花絲直徑約2毫米，上面懸掛著2條1毫米的花藥。當授粉者由花距內採完花蜜，離開時會擦過花藥，花藥內的花粉會倚黏在授粉者身上，在授粉者繼續至下一朵花採蜜時，身上的花粉會黏附到柱頭上，完成授粉的動作。花朵可持續綻放10日，授粉後便會凋謝。已授粉後，子房成熟時達5毫米(3⁄16英吋)，裂開的蒴果含有1毫米長的多量種子。該種的染色體數是 2n = 44。

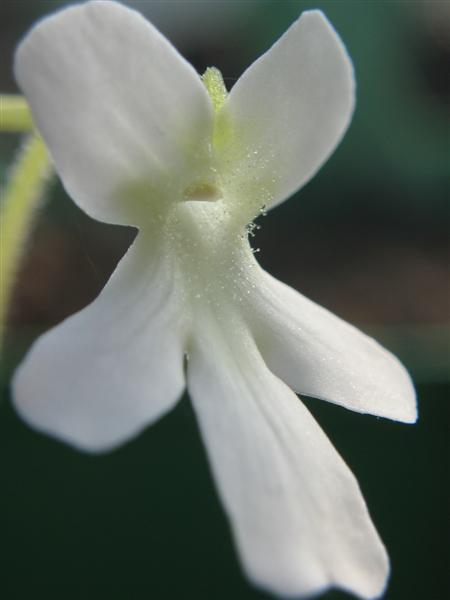
白花型的墨蘭捕蟲堇

該種花朵的色彩與型態是極其多變的，對園藝學家而言是一項樂趣的來源，而就分類學家來講則是令人頭痛。目前園藝市場稍微普及，不過，該種是可以大量生產的。
喇叭狀展開的花冠為5裂瓣，分為2片上裂瓣與3片下裂瓣。上裂瓣長7至16毫米(¼至⅜英吋)、寬4至9毫米(5⁄32至⅜英吋)，並通常呈橢圓形、倒卵形、或是楔形。下裂瓣也是相同形狀，長7至20毫米(¼至¾英吋)、寬4至18毫米(5⁄32至¾英吋)。中心的下裂瓣通常稍微長於接鄰的裂瓣。所有的花瓣裂片皆有圓形末端。花筒用於接納生殖組織，並且在花冠裂片的基部上是很顯眼的，色彩上是白色或紫丁香色，長4至6毫米(5⁄32至¼英吋)。白色花筒可能會延伸花冠裂片上的變異差距，尤其是在下中央裂片的條紋上。通常花冠裂片的色彩變異為粉紅色至紫色，不過由採集者的描述告知「紫色、緋紅色、玫瑰薰衣色至青紫色、暗粉紅色至薰衣色、桃紫色、深紫羅蘭色至紫色、深紫色、亮淡粉紫色、亮粉紫色、洋紅色與『白眼』、(以及)淡紅色圈加上『白眼』。」已知一種罕見的白花型。

## 分類學
2001年時，沙治奧·薩穆迪奧·魯依斯(Sergio Zamudio Ruiz)修訂了他的舞花捕蟲堇節，認為墨蘭捕蟲堇的身分與精確的界限「可能是這屬內最困難去解釋的問題」。這項難題主要是由於該種具有高度的變異性與遼闊的地理性分佈區域，自近200年前該種被首次發表，至今已增加諸多異名的描述。植物學家們嘗試透過許多不同的形態學、生態學以及遺傳學的方法來界定品種，儘管該種的一些爭論尚存，像是該種的定位描述、與該種近緣的關聯種類。

### 植物學史

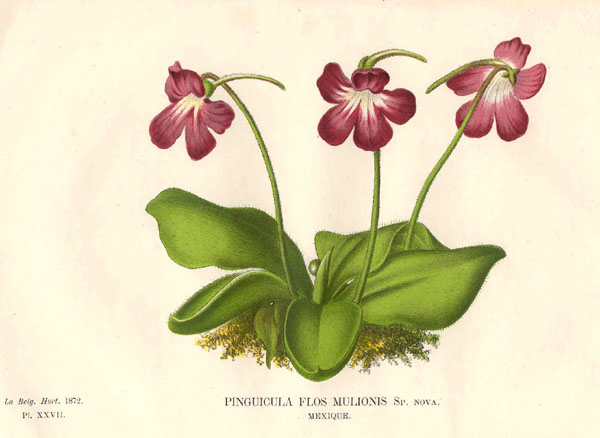
一幅P. caudata印刷品，取自摩倫的著作(1872年)

在洪堡與邦普蘭的拉丁美洲探險(1799年至1804年)之前，科學界僅知8個捕蟲堇種類 — 來自歐洲的有5種、北美洲的2種、以及秘魯的內捲捕蟲堇。從1803年至1805年，另外描述了產於歐洲與北美洲的3個種類，促使已知種類總計達到11種。1817年，洪堡、邦普蘭與孔茨描述了探險期間發現的3個新種：秘魯的高冠捕蟲堇以及首次知悉的墨西哥種類：大葉捕蟲堇與墨蘭捕蟲堇。此時尚未提出屬下分類。
1844年，法裔瑞士植物學家阿方斯·比拉姆·德·康多爾(曾制定最早的植物命名法規)按照花朵的形態，提出將屬分割成三個節。他置於舞花捕蟲堇節的那些種類，帶有紫色、有5個次瓣的精巧二唇形花冠、花冠筒短、以及不越過該筒的寬距。該節中他納入4個種類，這些捕蟲堇皆來自墨西哥：橢瓣捕蟲堇、蘭花捕蟲堇、P. caudata[現今為異名]以及墨蘭捕蟲堇。他摒棄了大葉捕蟲堇，理由是該種「存疑」。
舞花捕蟲堇節的發展，比如查理·摩倫於1872年描述了P. flos-mulionis[現今為異名]，尤金·富尼埃於1873年新增P. sodalium[現今為異名]，以及桑德爾於1881年提出的P. bakeriana[現今為異名]。1879年至1888年，植物學家威廉·漢姆斯利卻在研究多個臘葉標本集與栽培之後，開始推論置於舞花捕蟲堇節內的所有分類單元指向屬於相同的單一種。由於他質疑洪堡等人描述的原先2種身分，漢姆斯利決定使用P. caudata Schltdl.[現今為異名]這個學名代表他的集合種。自此，該項命名「不加區分的」應用到複合成員上。

#### 二十世紀
當巴爾哈特於1916年修訂狸藻科時，他紀錄了舞花捕蟲堇節內的6種，承認無論如何，該類很可能在將來會變更成其它的計劃節。史普拉格於1928年提出由漢姆斯利結合的種類很可能是不同的，但因為它們太具有相關性，以致於區別它們需注意乾燥樣本上通常或總是模糊不清的特徵。史普拉格在本節中識別出8種：墨蘭捕蟲堇(P. moranensis H.B.K)、P. caudata Schltdl.、橢瓣捕蟲堇、P. flos-mulionis、 P. bakeriana、一種類似墨蘭捕蟲堇的種類、華生於1911年描述的P. rosei[現今為異名]，以及很獨特的石灰岩捕蟲堇。
1966年時卡斯珀出版了第一本捕蟲堇屬的專題論文。他按照形態與表現特徵的概括範圍，明確定義出他的分類系統。卡斯珀考慮過P. caudata，也如同各式各樣的其他分類單元一樣，成為墨蘭捕蟲堇的異名。於是識別出舞花捕蟲堇節的6種：墨蘭捕蟲堇、石灰岩捕蟲堇、大葉捕蟲堇、橢瓣捕蟲堇、以及2個新近發現的種類 — 可里馬捕蟲堇與圓切捕蟲堇。自那時起，另外14種被發現並歸類至該節。當薩穆迪奧於1999年重新定義該節時，他卻選擇放入12種，涵蓋所有卡斯珀的6種選定。因此，墨蘭捕蟲堇繼續被劃入舞花捕蟲堇節中，在該種200年的分類歷史裡與超出十二個之譜的異名一同傳承下去。

### 種系發生學

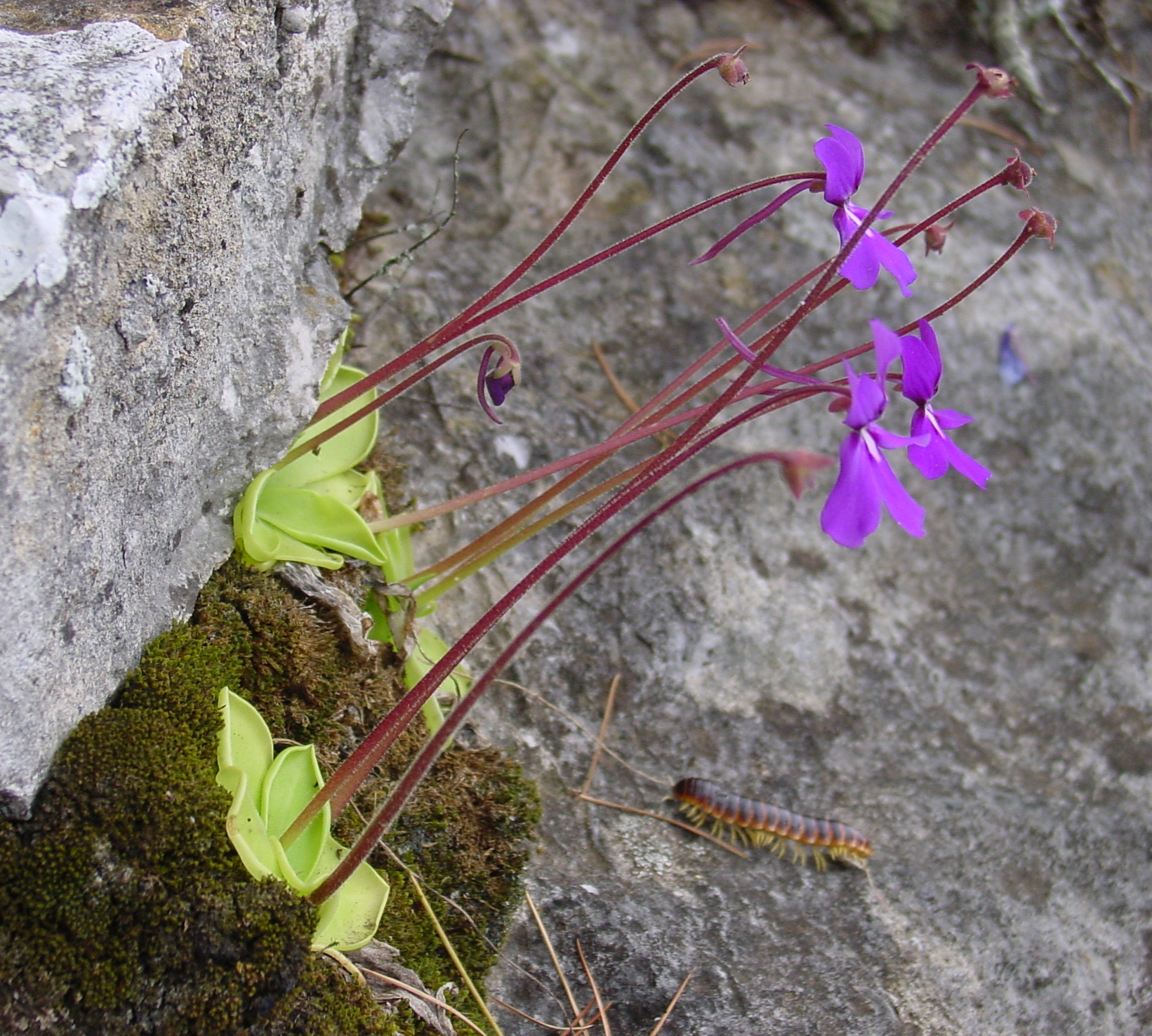
種系發生學的研究需考慮許多植物的特性，諸如花期與形態上的概括範圍

不同的學者將變異重要性置於多樣的形態特徵，當判定捕蟲堇屬的分類學時，該屬的細分始終會造成爭論的題材。魯依斯(2001年)支持他的舞花捕蟲堇節修訂與種系發生分析，使用20個形態與種系發生的特徵。2005年時，西斯列克(Cieslak)等人處理首次捕蟲堇屬整體的全面種系發生分析。運用分子資料，他們能對多個群體分隔出那些共有衍徵的形態特徵，假使可證明遺傳基礎的分類結構。他們的整體成果並不支持墨蘭捕蟲堇在舞花捕蟲堇節內的定位，反而指出該種應該與勞氏捕蟲堇一起被置於長距捕蟲堇節內。
再者，隨著魯依斯於2001年修訂的舞花捕蟲堇節的爭論，西斯列克等人的種系發生資料指出立葉捕蟲堇與數個處理成墨蘭捕蟲堇的異名的未命名分類單元，實際上是個不同的複合群。他們分隔出多個形態特徵以用於在複合群之間鑑別，包含花距長(墨蘭捕蟲堇中較長者)、花色(墨蘭捕蟲堇中並無帶有藍色調)、以及側面花冠裂片(顯示立葉捕蟲堇中的扭轉)。需要一項更澈底的研究，去分析眾多的墨蘭捕蟲堇族群與其它近緣關係的分類單元成員，來解決這類複合群。

### 變種
在大規模的研究棲息地的墨蘭捕蟲堇之後，魯依斯(1999年)開始推論該種可能會分離出2種不同的變種，主要是依據構成冬季(休眠)簇生葉的外形：
- Pinguicula moranensis Kunth in Humb., Bonpl. et Kunth. var. moranensis
墨蘭捕蟲堇

該變種具有竹片狀外形所組成的展開冬季簇生葉，且葉端為鈍頭或者圓頭。它傾向於生長在以石灰岩為基礎的基層。
- Pinguicula moranensis Kunth in Humb., Bonpl. et Kunth. var. neovolcanica
新火山墨蘭捕蟲堇

該變種具有閉合的、似球的冬季簇生葉，葉端呈針狀(尖的)。它傾向於生長在火成岩的基層。
魯依斯亦記載這些變種偏好不同的土壤基層。當時他嘗試去尋找出自洪堡與邦普蘭於1803年採得的模式標本的植株族群，他首次記載此特點。儘管魯依斯找到了生長在洪堡與邦普蘭拜訪過的墨蘭礦山附近的該種許多族群，僅有一個族群、僅生長在石灰岩上、類似洪堡等人的描述，而這些模式標本與複模標本現今藏於法國國立自然史博物館的臘葉標本集。在該區的其它族群，生長在火成岩的基層，且更接近類似虎克於1846年蘭花捕蟲堇的描述。後者的植物成為新變種 ─ 新火山墨蘭捕蟲堇。

## 分布狀態與棲息地

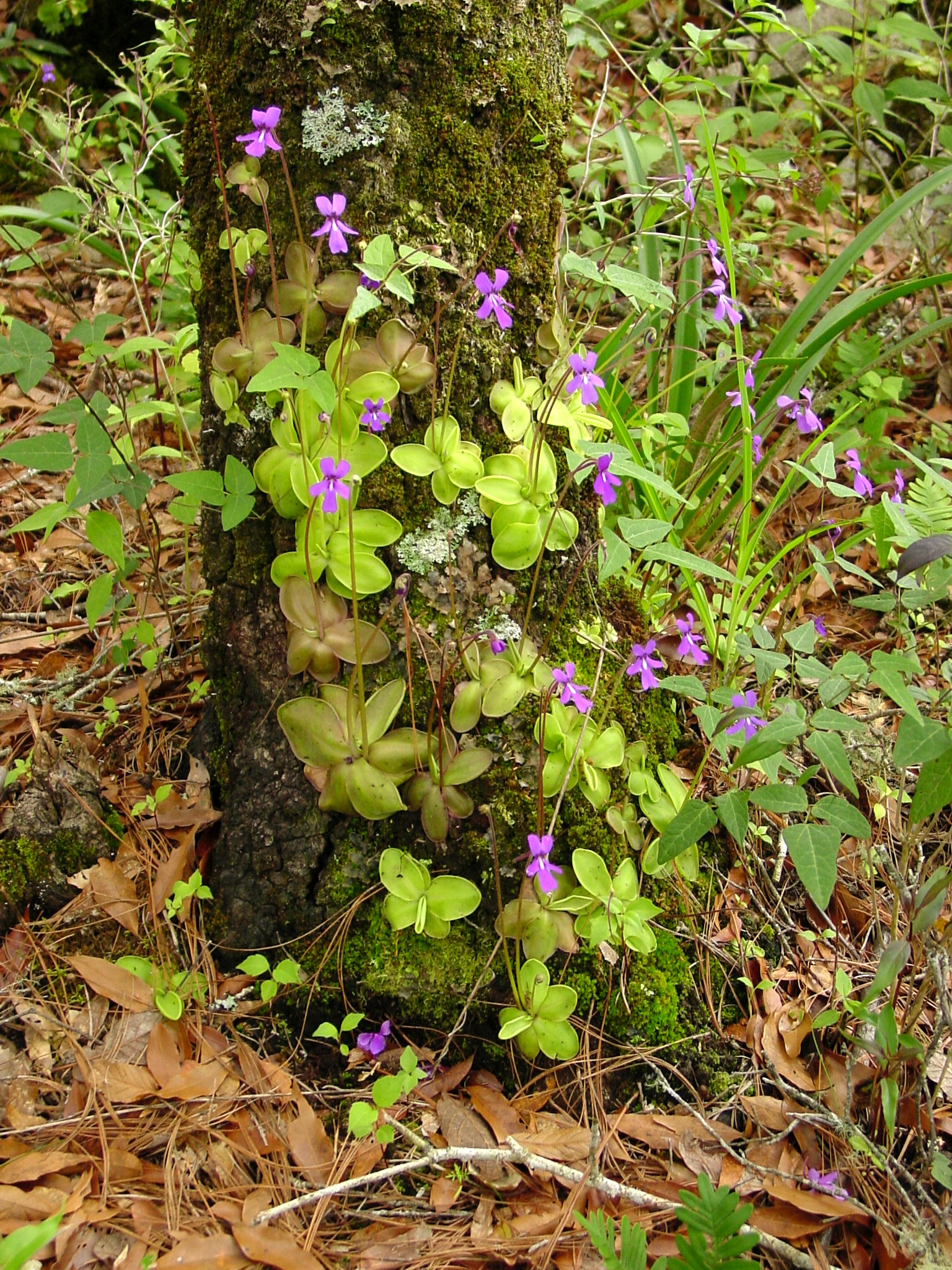
一群墨蘭捕蟲堇長在塔毛利帕斯州的一棵樹幹上

墨蘭捕蟲堇是分布最廣的舞花捕蟲堇節的成員。該種亦為最常見兼最廣泛分布的墨西哥捕蟲堇種類，除了西馬德雷山脈與下加利福尼亞州以外，可見於所有的主要山脈範圍。已知的地點有墨西哥行政區劃的塔毛利帕斯州、瓜納華托州、新萊昂州、坎佩切州、恰帕斯州、瓦哈卡州、普埃布拉州、墨西哥城、韋拉克魯斯州、墨西哥州、克雷塔羅州、聖路易斯波托西州、莫雷洛斯州、伊達爾戈州、格雷羅州、薩卡特卡斯州、特拉斯卡拉州、金塔納羅奧州與米卻肯州，以及瓜地馬拉行政區劃的韋韋特南戈省、基切省、聖馬科斯省、克薩爾特南戈省、托托尼卡潘省、索洛拉省、奇馬爾特南戈省、下韋拉帕斯省、瓜地馬拉省與埃爾普羅格雷索省。生長在海拔800至3200公尺之間(2600至10500英呎)的山區。通常，該種傾向沿著白堊紀沉積岩露頭分布。然而新火山墨蘭捕蟲堇傾向於長在跨墨西哥火山帶的火成岩上。
墨蘭捕蟲堇往往生長在櫟樹、馬德雷松櫟混合林、或是溫帶山區林地。不過，該種的分布區域擴散至熱帶森林與旱生灌叢，也出現在帶有高環境濕度的峽谷與峽谷峭壁。墨蘭捕蟲堇喜好潮濕與陰涼的環境，例如河川坡、沖溝、路邊切面、或是落葉有機質高的含砂土壤。捕蟲堇的本領會汲取被其掠食的節肢動物養分。捕獲物供應捕蟲堇能在貧營養的環境中生長，而該處的其它植物通常無法與其競爭。於是，經常可在不安定區域、峭壁或是山坡上發現捕蟲堇。由於捕蟲堇的根主要是提供固定的功用，所以植株對土壤的需求量少或不用，而密集叢生的群體可發現在黏附在礫石、苔蘚、岩面險崖，甚至著生在樹幹上。常見的伴生植物包括苔蘚、卷柏、蕨類、其它草本植物、主林木，例如松樹與櫟樹。

## 栽培
墨蘭捕蟲堇是最受歡迎也是最一般的栽培捕蟲堇之一，部分原因是該種捕蟲堇具有較大的尺寸、花朵大型且亮麗、以及可輕鬆當作盆栽植物種植。多數栽培者使用一些介質混和成栽培用土，例如洗淨的砂、珍珠石、蛭石、水苔、石膏石以及風化花崗岩，通常也會搭配其它資材，如樹皮、蛇木屑、蘭石、赤玉土、桐生砂等。土壤應當保持十分良好的排水，盡量在土壤接近乾透時再施予水分，容器多半採用素燒瓦盆來增進透氣性。不過夏季生長期時需常以純水澆灌，而僅在進入休眠期時(長出冬型簇生葉)給予植株由減少水分漸進至完全斷水。該種可輕易在明亮的窗臺上、日光燈下、或是在溫暖至炎熱的溫室內種植。

### 病蟲害

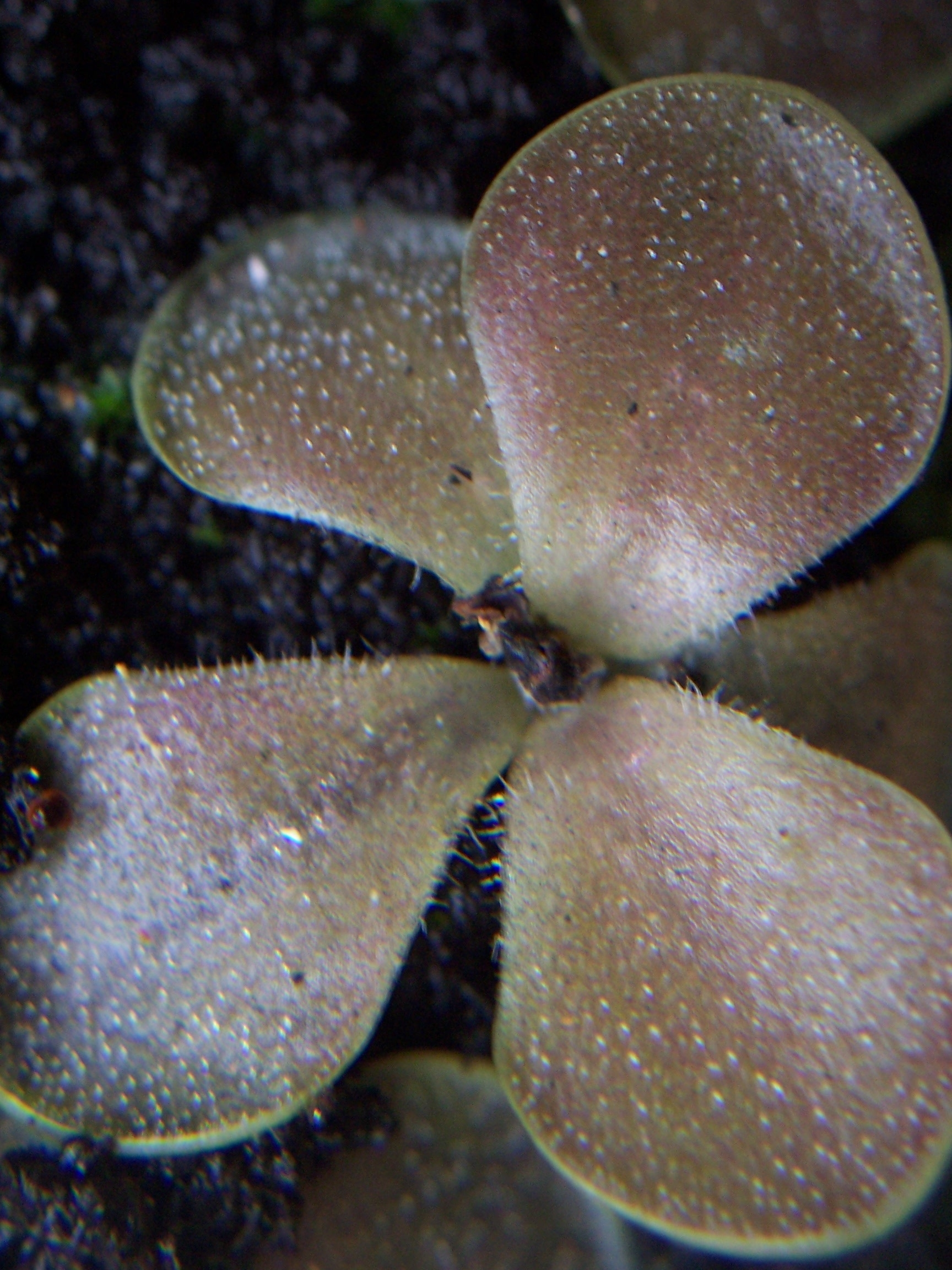
墨蘭捕蟲堇的交配種由於環境過濕而發霉，中心芽已腐爛

墨蘭捕蟲堇與絕大多數的墨西哥捕蟲堇一樣，著生在偏弱鹼性的排水良好處，所以在通風不佳、土質酸化的潮濕環境裡容易引起黴菌感染(所以不宜單用泥炭土栽培)，進而導致植株腐壞。生長期的日溫不宜高過30度，有此情況就需進行遮陰，避免植株死於熱衰竭。另外，有時候也會發生夜盜蟲、芽蟲、紅蜘蛛、介殼蟲、蛆等節肢動物啃食的情形。

### 繁殖
墨蘭捕蟲堇除了用播種來進行有性生殖以外，也可藉由植物體分株、或是葉片產生的不定芽、葉插法來達到無性生殖的目的。一般葉插的方式是輕輕剝落外環較大的葉片，儘可能將靠近莖的部分剝下，在介質上平鋪剝落的葉片，介質暫需保濕，數星期即可有小苗產生。

### 杂交種與栽培品種
雖然並沒有報告過墨蘭捕蟲堇具有天然杂交種，該種在栽培中十分容易與其它種杂交。於是，一些與該種有關的栽培品種已經取得國際食肉植物協會(ICPS)的註冊和認可：
| 園藝名                                                                            | 血統                                                                              | 描述                                                                                                  |
| --------------------------------------------------------------------------------- | --------------------------------------------------------------------------------- | --- |
| Pinguicula 'George Sargent' Hort. Slack 喬治·薩金特捕蟲堇                         | P. moranensis × gypsicola 墨蘭捕蟲堇 × 石灰岩捕蟲堇                               | 紫丁香色的花，帶狀葉，寬大的冬型簇生葉。                                                              |
| Pinguicula 'Hameln' Hort. Studnicka 哈默爾恩捕蟲堇                                | P. gypsicola × moranensis 石灰岩捕蟲堇 × 墨蘭捕蟲堇                               | 寬大，葉片類似墨蘭捕蟲堇。                                                                            |
| Pinguicula 'John Rizzi' Hort. D'Amato 約翰·里茲捕蟲堇                             | P. moranensis × ? 墨蘭捕蟲堇 × 不明品種的捕蟲堇                                   | 寬大，豐圓的花；卵形，葉緣波浪狀。                                                                    |
| Pinguicula 'L'Hautil' Hort. L.Legendre & S.Lavayssiere L'Hautil捕蟲堇             | P. (ehlersiae × moranensis) × moranensis (愛勒氏捕蟲堇 × 墨蘭捕蟲堇) × 墨蘭捕蟲堇 | 兩型：「大的」("Grande")與「嬌小」("Petite")。P. 'Sethos' × P. 'Huahuapan'(塞提捕蟲堇 × 瓦華潘捕蟲堇) |
| Pinguicula 'Mitla' Hort. Studnicka 米特拉捕蟲堇                                   | P. gypsicola × moranensis 石灰岩捕蟲堇 × 墨蘭捕蟲堇                               | 寬大，葉片類似墨蘭捕蟲堇。                                                                            |
| Pinguicula 'Pirouette' Hort. J.Brittnacher, B.Meyers-Rice & L.Song 皮魯厄特捕蟲堇 | P. agnata × (moranensis × ehlersiae) 純真捕蟲堇 × (墨蘭捕蟲堇 × 愛勒氏捕蟲堇)     | 強健的無性系，引人注目的粉紅色葉。                                                                    |
| Pinguicula 'Sethos' Hort. Slack 塞提捕蟲堇                                        | P. ehlersiae × moranensis 愛勒氏捕蟲堇 × 墨蘭捕蟲堇                               | 寬大的花朵與淺白色的星狀中心                                                                          |
| Pinguicula 'Weser' Hort. Slack 威悉捕蟲堇                                         | P. moranensis × ehlersiae 墨蘭捕蟲堇 × 愛勒氏捕蟲堇                               | 寬大的花朵，中心具有向低瓣下降的單條白紋與暗色脈紋。                                                  |

此外，三個墨蘭捕蟲堇的無性系已註冊為栽培品系：
| 園藝名                                                 | 血統                       | 描述                                                                     |
| ------------------------------------------------------ | -------------------------- | ------------------------------------------------------------------------ |
| Pinguicula 'Huahuapan' Hort. Slack 瓦華潘捕蟲堇        | 墨西哥瓦哈卡州萊昂的瓦華潘 | 紫丁香粉紅色的花朵，基部帶有緋紅色調。                                   |
| Pinguicula 'Libelulita' Hort. Rice & Salvia 蜻蜓捕蟲堇 | 墨西哥南部                 | 方頭形花瓣，從淡紫色瓣緣到基部附近漸漸變成深絲絨紅，脈紋濃密，中心白色。 |
| Pinguicula 'Vera Cruz' Hort. Slack 韋拉克魯斯捕蟲堇    | 墨西哥韋拉克魯斯州         | 深玫瑰色，基部帶有印記。                                                 |

## 外部連結
- 捕蟲堇的世界 — 文章、相片、分類與園藝資訊 （页面存档备份，存于） （英文）
- 食肉植物相片搜尋器：捕蟲堇 （英文）
- 國際食肉植物協會 （页面存档备份，存于） （英文）
- 捕蟲堇線上論壇 （页面存档备份，存于） （英文）